# Architecture en Norvège

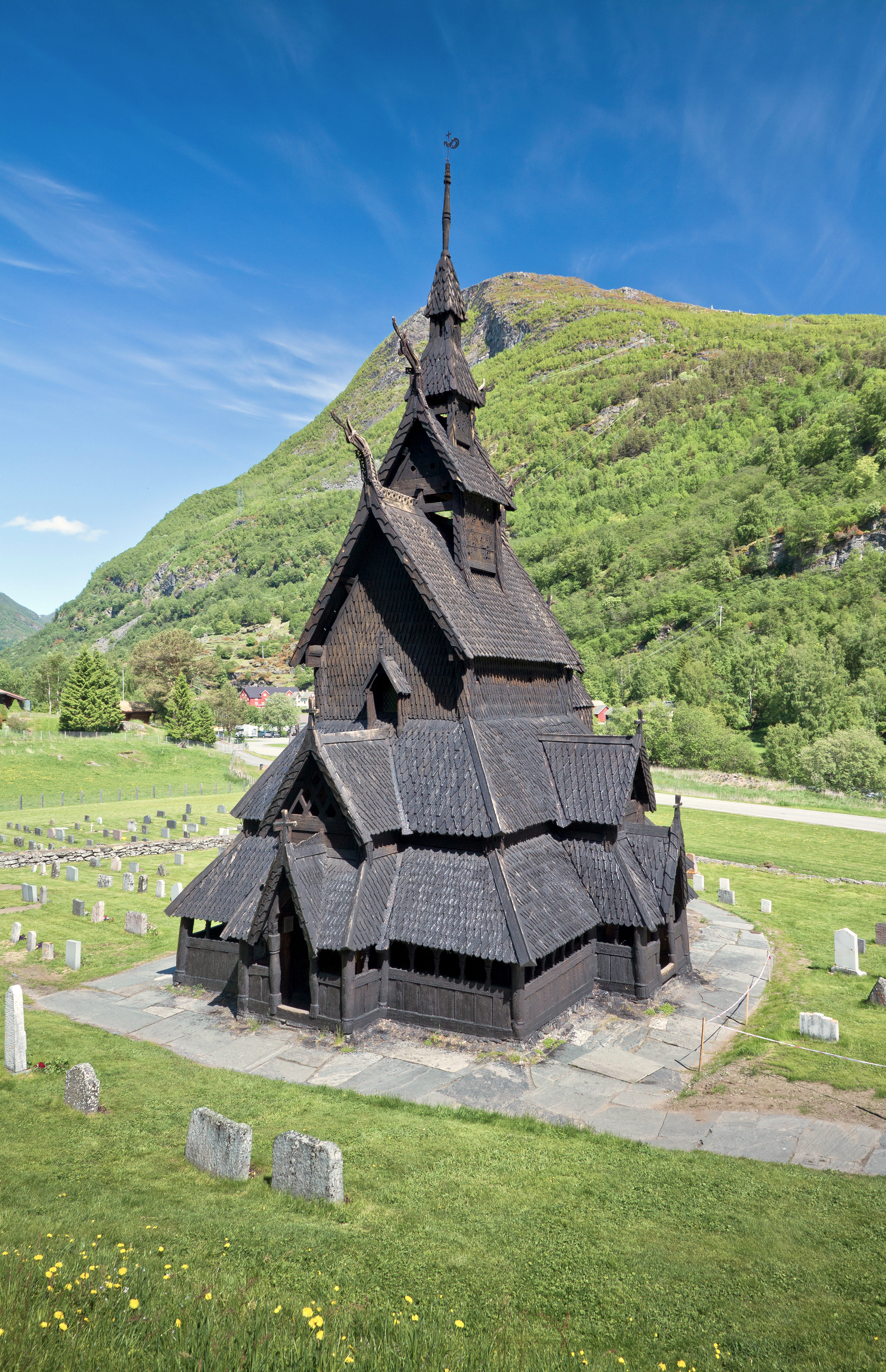
La stavkirke de Borgund, construite aux environs de 1200.

L'architecture en Norvège est le fruit des évolutions politiques, économiques, techniques, démographiques et culturelles qui caractérisent l'histoire de la Norvège comme celle de tout pays. La Norvège a pourtant développé à travers l'architecture son identité propre, celle-ci est bien sûr fortement liée aux fortes contraintes climatiques et géographiques auxquelles les Norvégiens sont soumis.
Avec l'ère viking, dans ce pays majoritairement sylvestre, les structures en bois se sont développées et se sont perfectionnées, les bateaux vikings parvenus jusqu'à nous en donnant le meilleur exemple. Par la suite, l'ascension du christianisme a permis l'introduction de l'architecture romane puis gothique par la construction de cathédrales et d'églises, l'Angleterre influença alors grandement l'architecture médiévale norvégienne. Au Moyen Âge, du fait des contraintes géographiques, la Norvège était un pays peu dense, à l'économie assez faible, tandis que le féodalisme ne connaissait pas la ferveur des Norvégiens. L'emploi quasi-exclusif du bois comme matériau de construction a également orienté l'architecture norvégienne vers davantage de sobriété et de simplicité au cours de la période moderne. Enfin, durant la période contemporaine et notamment au XXe siècle, la conception d'Etat providence qui s'est imposée en Norvège s'est traduite en architecture par la grande qualité des logements sociaux qui étaient réalisés.

## Moyen Âge: duVIesiècleauXVesiècle

### Période viking

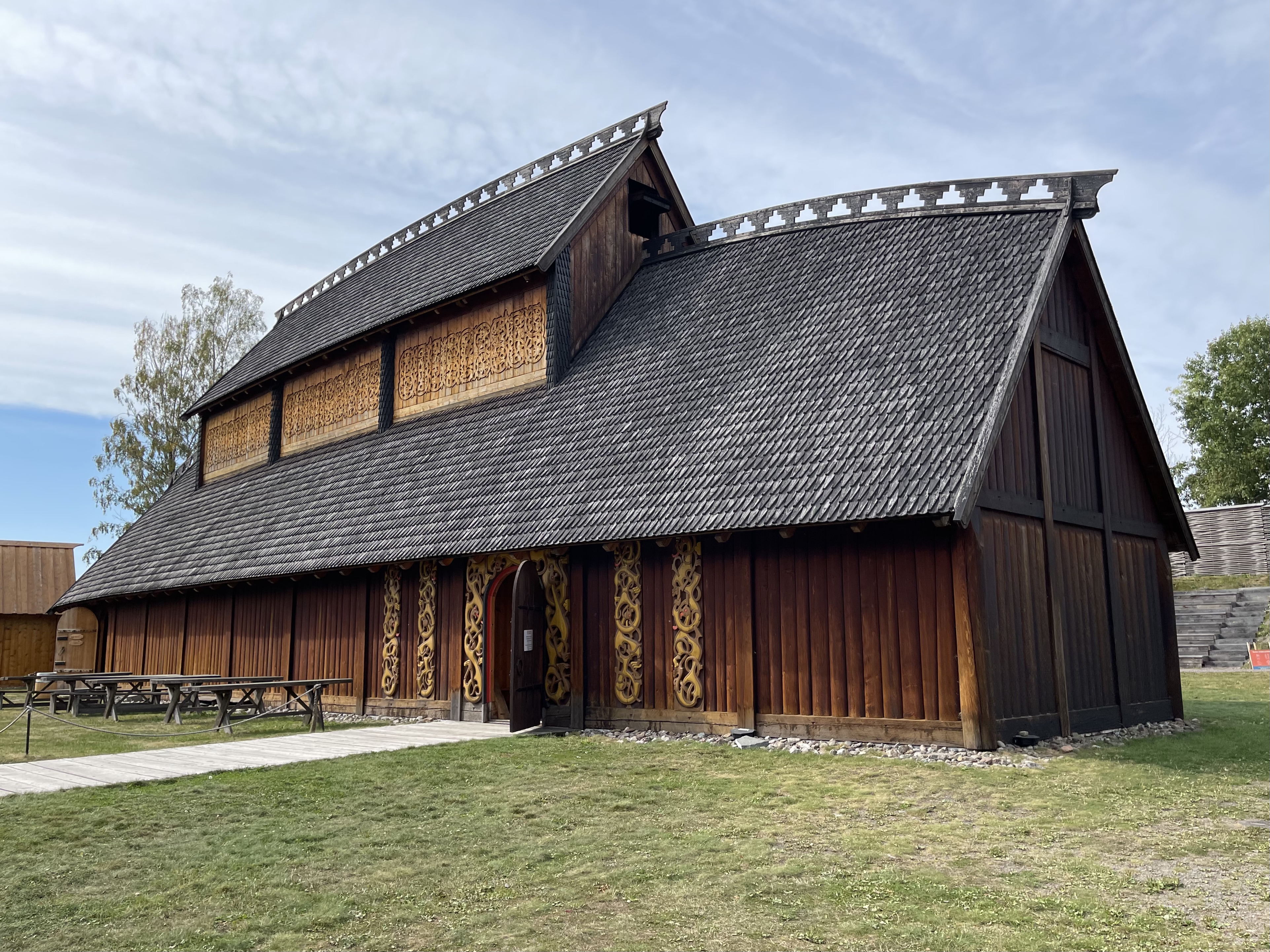
Reconstruction d'une salle de banquet viking à Horten.

Deux traditions de construction en bois distinctes se sont développées puis se sont mêlées dans l'architecture norvégienne alors que les Vikings dominaient la Scandinavie (sans toutefois qu'ils ne constituent un pouvoir central). L'une était la pratique de la construction en rondins consistant en la dépose à l'horizontale de rondins entaillés aux coins, une technique qui aurait été importée de l'est de la Scandinavie. L'autre était la tradition de la construction en bois debout (employée généralement pour la construction des stavkirke), peut-être basée sur des améliorations apportées aux maisons longues préhistoriques, bâties à partir de poteaux enfoncés dans le sol et supportant le toit. Bien qu'il existe peu de preuves archéologiques de l'existence d'édifices importants à cette période, les bateaux vikings suggèrent une maîtrise significative du travail du bois et de l'ingénierie.
Sans compter les 28 églises en bois debout restantes, au moins 250 maisons en bois antérieures à l'épidémie de peste noire en 1350 nous sont parvenues plus ou moins intactes en Norvège. La plupart d'entre elles sont des maisons en rondins, certaines comprenant des galeries ou des porches construits en douves.
À partir du XIe siècle, alors que le pouvoir politique en Norvège se consolidait et devait faire face à des menaces extérieures, de plus grandes structures furent construites conformément à la technologie militaire de l'époque. Des forteresses, des ponts et finalement des églises et des châteaux ont été construits en pierre maçonnée.

### Stavkirke

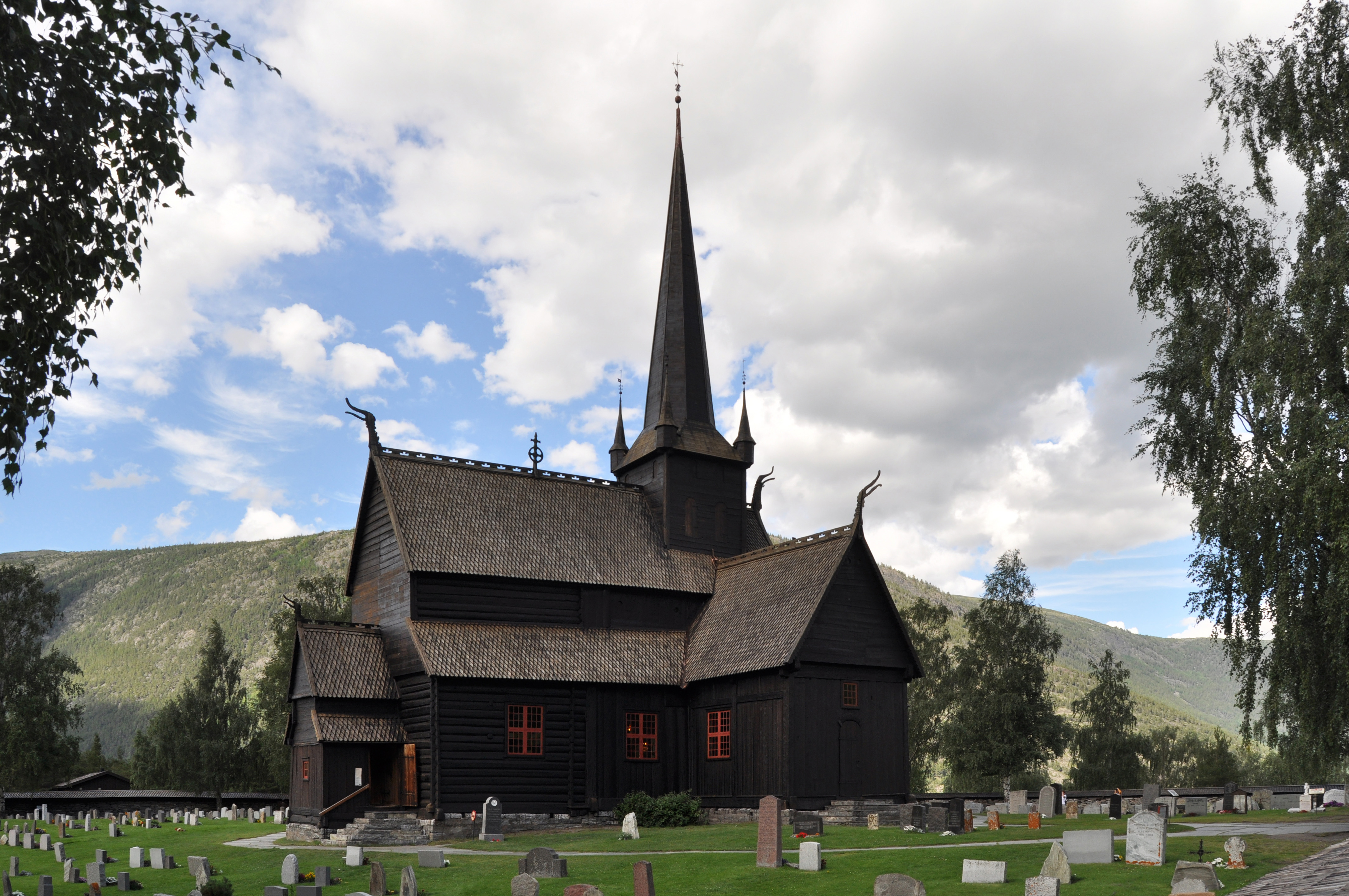
Stavkirke de Lom.

La christianisation ne débute qu'au Xe siècle en Norvège et s'achève à peu près un siècle plus tard avec l'unité du royaume accomplie par le roi Olaf II. Le système de construction des vaisseaux, comprenant des arcades s'appuyant sur des piliers cylindriques, des voûtes de bois, l'articulation des niveaux et les clochers sont empruntés à l'architecture romane ou préromane d'Europe du Sud. Les murs sont constitués de poteaux revêtus d'un bardage de bois tandis que les toits se divisent en plusieurs niveaux. Progressivement, les plans de des stavkirke se sophistiquent et on voit apparaitre une ornementation sculptée de plus en plus riche, dont le répertoire décoratif est emprunté tant aux traditions locales qu'aux apports étranger : figurent ainsi des frontons et des portails empruntés au style roman classicisant aux côtés de vrilles de vigne, de têtes de dragons et d'inscriptions runiques. Les ornements sculptés sur bois mêlent des entrelacs de rinceaux à des lianes, des fleurs, des oiseaux, des reptiles des dragons, qui révèlent une influence orientale. Ces ornements sont sculptés en reliefs, et non en ronde-bosse, ce qui caractérise la sculpture primitive sur bois. On estime aujourd'hui que plus d'un millier de stavkirke ont été construites en Norvège au Moyen Âge, la plupart aux XIIe siècle et XIIIe siècle. Jusqu'au début du XIXe siècle, pas moins de 150 églises en bois debout parsemaient le territoire norvégien. Beaucoup ont été détruites dans le cadre d'un mouvement religieux qui préconisait la diffusion d'une architecture sobre et simple. Il ne subsiste aujourd'hui que 25 stavkirke, bien qu'un grand nombre aient été documentées, décrites et représentées sur diverses gravures assez précises avant d'être démolies.
Les églises en bois debout doivent leur longévité aux innovations architecturales qui ont protégé ces grandes structures complexes en bois contre la pourriture du bois favorisée par les précipitations et les températures extrêmes. L'emploi de bases en pierre sous les poteaux a notamment permis de lutter contre la détérioration du bois. La Réforme, diffusée sous l'égide du Danemark alors dominant, a sonné le glas de la construction des stavkirke en favorisant la construction de bâtiments en pierre ou en rondins horizontaux aux coins encochés.

### Architecture romane
Du fait du développement des stavkirke, on ne trouve que de rares églises romanes en Norvège. L'introduction de l'architecture romane en Norvège coïncida avec la construction des premières églises de pierre, construites sous l'égide des missionnaires anglo-saxons, en particulier l'évêque Nicholas Breakspear.  Les églises postérieures ont été influencées par l'architecture européenne sans que ne se constitue un style roman spécifique à la Norvège. Ainsi par exemples, les églises de Ringsaker, de Kviteseid, ou encore l'église Trondenes à Trondenesin Troms.

### Architecture gothique

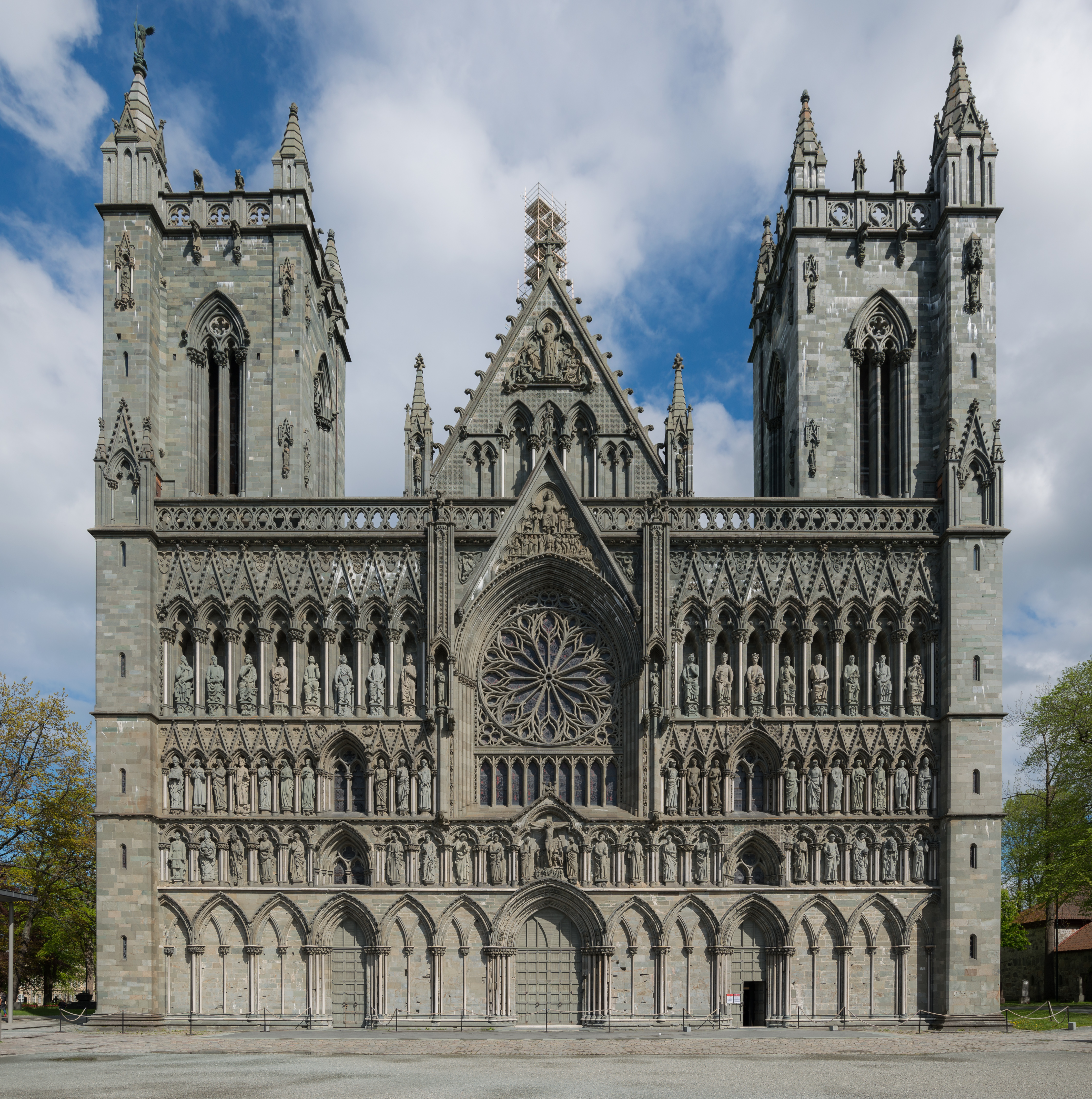
La cathédrale de Nidaros, construite à Trondheim.

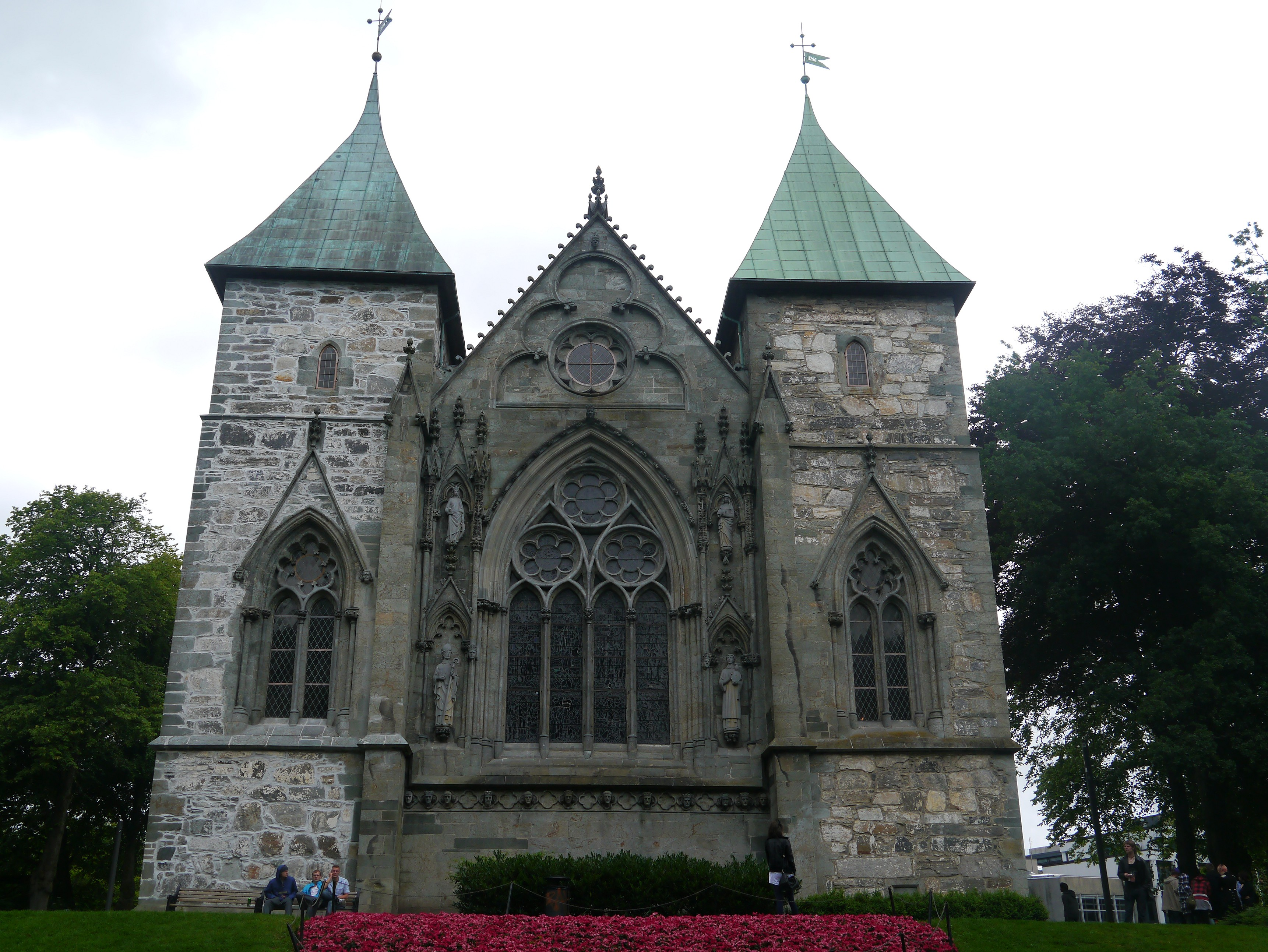
La cathédrale de Stavanger.

L'introduction de l'architecture gothique, d'origine française, se fit en Norvège par l'intermédiaire du gothique anglais, bien qu'il existe en Norvège des traces d'une architecture gothique nordique primitive, mais peu développé. Les croisées d'ogives apparaissent précocement à Sainte-Marie de Bergen ou encore à la cathédrale de Trondheim, qui présentent par ailleurs dans deux chapelles la décoration anglo-normande caractéristique en zigzag. Sous influence anglaise également la modeste cathédrale de Stavanger, parallélépipédique, s'enorgueillissant d'un chevet éclairé par une verrière portant à sa base extérieure une série de quatre-feuilles entre lesquelles sont placés des bustes de rois et de reines. Cet élément se retrouve également dans la cathédrale anglaise d'York. 
Durant la période gothique, peu d'églises ont été construites mais beaucoup d'églises romanes ont été transformées selon les codes de cette nouvelle architecture née en France. C'est ainsi le cas de la cathédrale de Hamar, aujourd'hui en ruines, la cathédrale de Stavanger ainsi que la célèbre cathédrale de Nidaros, à Trondheim, reconstruite en grande partie au XIXe siècle. Les églises gothiques scandinaves qui disposent de plusieurs vaisseaux intérieurs se caractérisent par le haut voûtement des collatéraux et par la présence à chaque travée de ces mêmes collatéraux d'un toit à deux pentes transversal, formant autant de pignons que l'édifice compte de travées. Par ailleurs, le plus grand édifice gothique de toute la Scandinavie est la cathédrale de Trondheim, qui fut restaurée avec soin au XIXe siècle. Ses constructeurs se sont inspirés des modèles français mais aussi anglais. L'église compte ainsi trois vaisseaux, coupées par un transept et achevée par un chevet à déambulatoire. Deux clochers devaient épauler la façade principale, mais n'ont jamais été construits, cette même façade compte de nombreuses niches formées par plusieurs séries d'arcades. L'élévation intérieure se compose conventionnellement d'une arcade, d'un triforium et d'un clair-étage, aux remplages sophistiqués. Les statues qui peuplent cette cathédrale semblent quant à elles être de facture anglaise, elles annoncent l'essor de la sculpture nordique après l'arrêt brutal entamé à l'époque romane. 

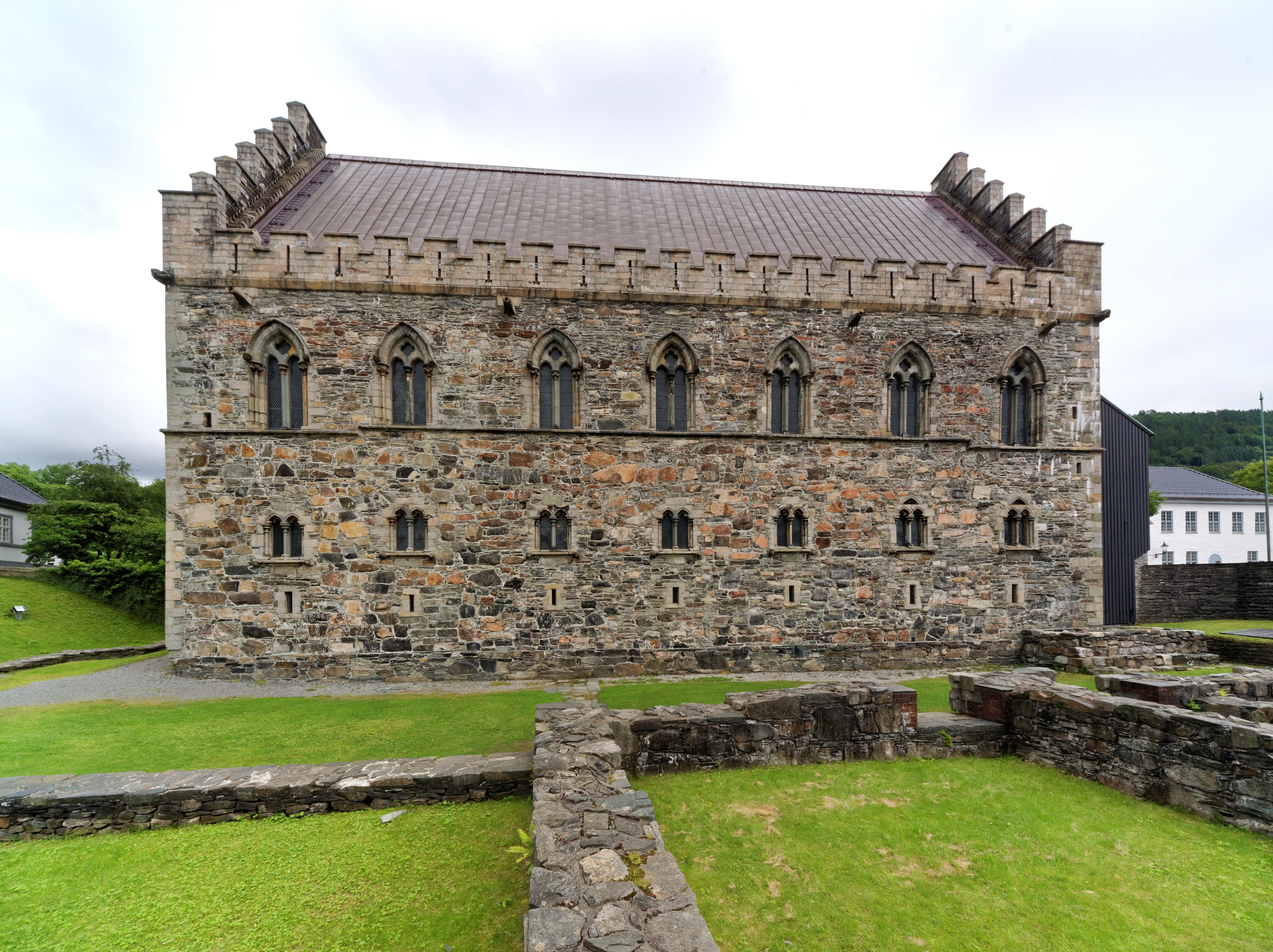
La forteresse de Bergenhus, construite à Bergen.

L'architecture profane est elle-aussi marquée du sceau du gothique, à l'exemple du Palais royal de Bergen, percé de trois rangées d'ouvertures, étroites au rez-de-chaussée, géminées au premier étage et enfin hautes et compartimentées par des remplages au dernier étage. Les grandes salles sont quant à elles couvertes par une voûte d'ogives aigües retombant sur des couronnes végétales. L'ensemble, construit en pierre, s'inspire du gothique anglais, comme un grand nombre d'édifices gothiques en Norvège.  

## Époque moderne: duXVIesiècleauXVIIIesiècle

### Architecture de la Renaissance
Après les ravages de la peste noire au XIVe siècle, la construction monumentale en Norvège connut une arrêt brutal, à l'exception des constructions d'architecture vernaculaire, pour ne reprendre qu'aux XVIe siècle et XVIIe siècle sous l'administration danoise. Il existe peu d'exemples d'édifices d'architecture renaissante en Norvège, le plus important d'entre eux étant la tour Rosenkrantz à Bergen, la baronnie Rosendal à Hardanger et le manoir d'Austråt près de Trondheim et des parties de la forteresse d'Akershus.
Christian IV a entrepris un certain nombre de projets architecturaux en Norvège qui se fondaient largement sur l'architecture de la Renaissance.  Il a ainsi été à l'origine des opérations minières ayant permis le développement de Kongsberg et de Røros. Après un incendie dévastateur en 1624, la ville d'Oslo a été déplacée et reconstruite et fortifiée par l'établissement d'un plan orthogonal cerné de remparts, avant d'être rebaptisée Christiania. Le roi Christian a également fondé la ville commerçante de Kristiansand, en lui donnant son nom. Bien que la Norvège soit alors une possession danoise, elle ne subit guère l'influence hollandaise qui caractérisait alors l'architecture danoise pour la simple raison que le Danemark comme la Hollande sont des pays d'argile tandis que la Norvège est un pays de bois et de rocs. 

### Architecture baroque

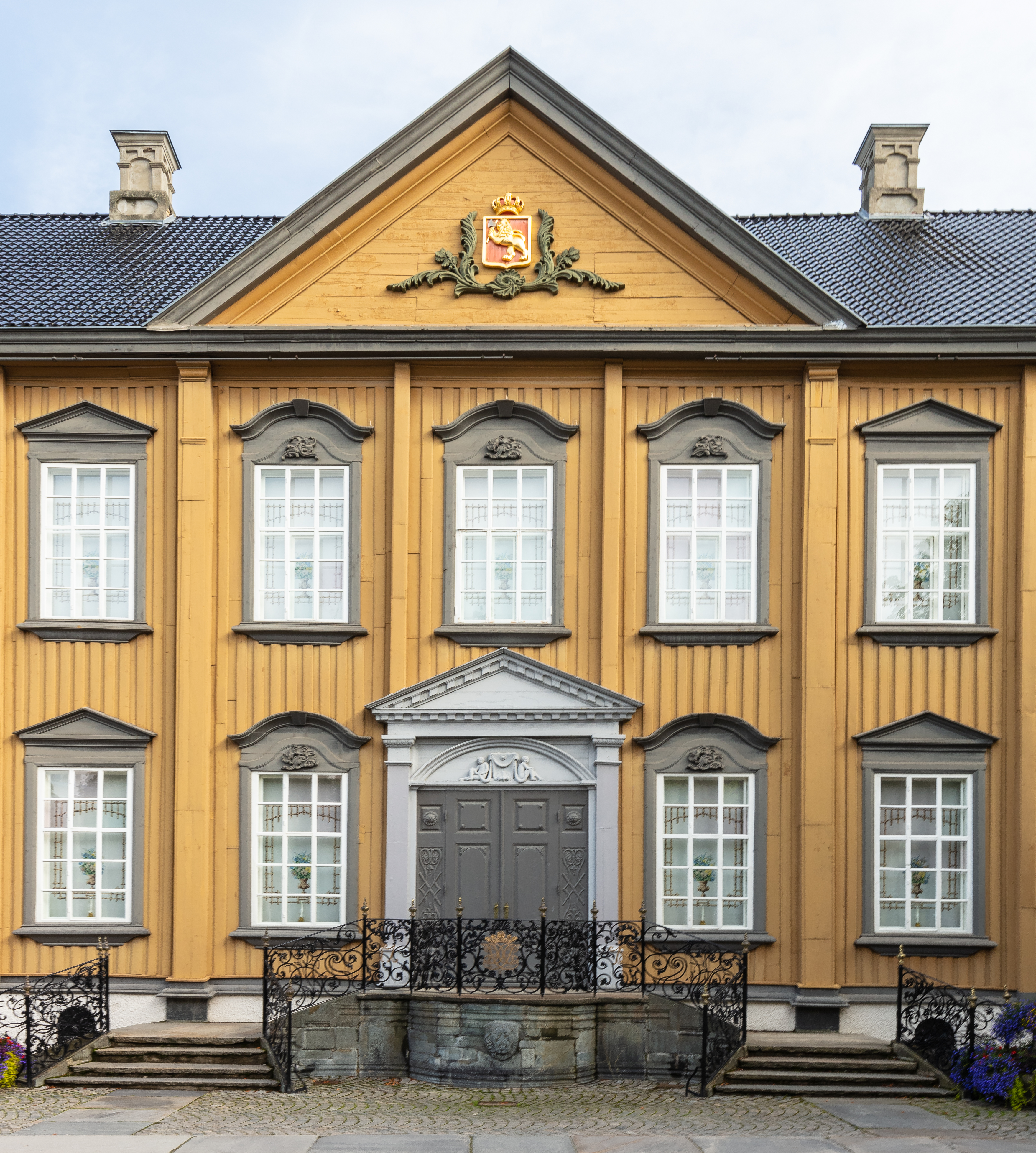
Stiftsgården, la résidence royale de Trondheim.

Alors que la Norvège devenait un territoire stratégique du royaume danois, les rois danois construisirent des fortifications le long des frontières et du littoral. Au fil du temps, de nombreuses fortifications des zones frontalières et des ports ont été modernisées conformément aux conceptions militaires du XVIIe siècle.
Bien que la plupart des résidences aient été construites selon les traditions vernaculaires locales, certains manoirs (comme ceux d'Austråt et de Rosendal) présentent l'influence de l'architecture baroque. Seule la ville de Christiania (Oslo) avait adopté un code de l'urbanisme qui interdisait les maisons en bois, du fait du risque d'incendie, et un certain nombre de grandes maisons de ville inspirées des modèles méridionaux ont été réalisées. Quelques grandes églises ont été construites en briques, notamment à Bergen, Christiania, Røros et Kongsberg.
L'édifice baroque le plus caractéristique de Norvège est probablement Stiftsgården, la résidence royale de Trondheim, qui est l'une des plus grandes structures en bois d'Europe du Nord.

### Rococo

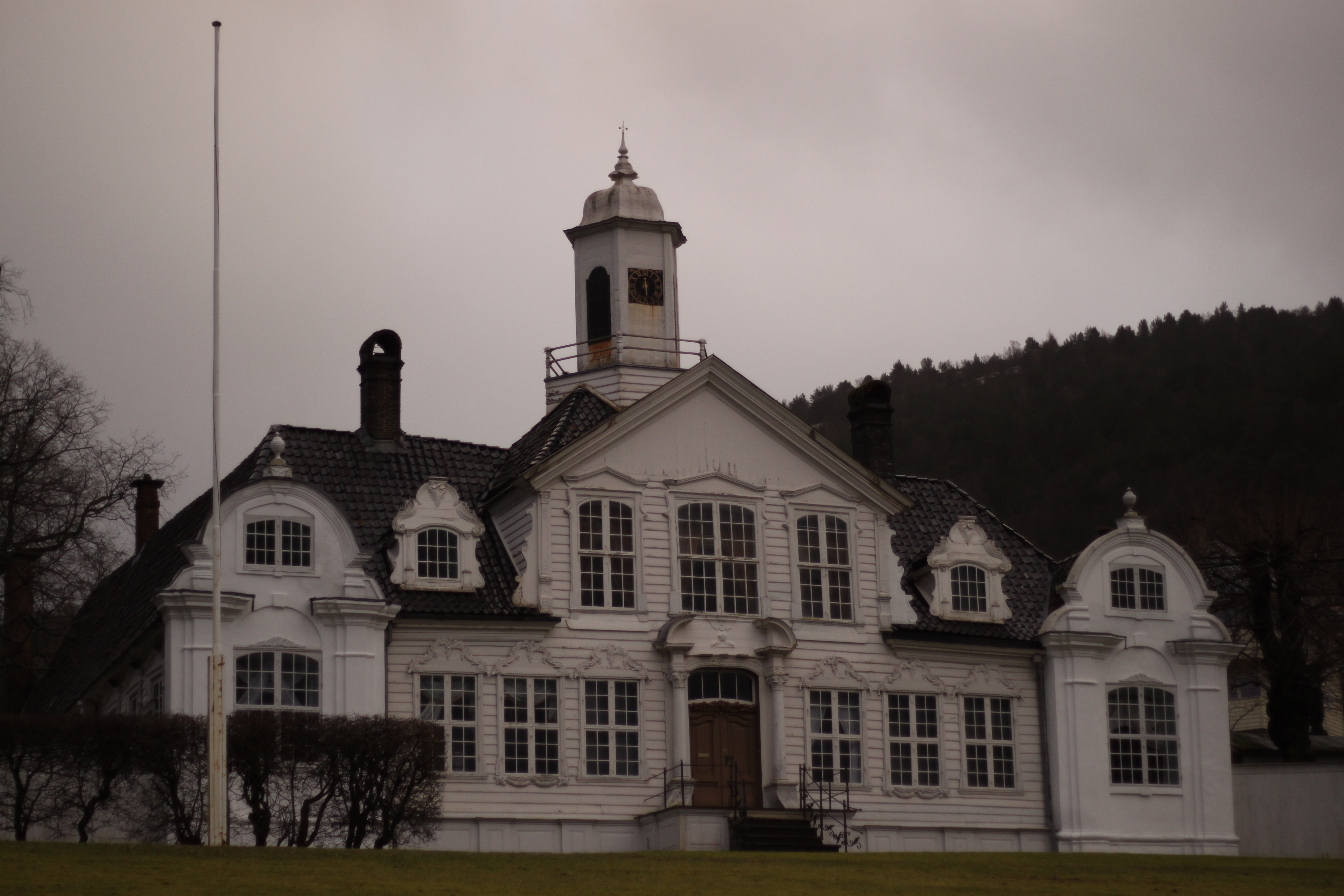
Le manoir Damsgård à Bergen.

Le rococo a éclos en Norvège durant un intermède bref mais significatif en Norvège, apparaissant principalement dans les arts décoratifs, et spécialement dans la décoration intérieure, les meubles et les articles de luxe tels que l'argenterie de table ou encore la verrerie, ces arts participant du Rosemaling. Quelques maisons de ville et manoirs en bois montrent une influence rococo, notamment à Trondheim et à Bergen, le manoir Damsgård à Bergen étant le plus important.
Dans les villes et les districts de campagne au XVIIIe siècle, les murs en rondins étaient de plus en plus souvent revêtus de bardages, une mode rendue possible par l'apparition des scieries. Ces bâtiments étaient par ailleurs mieux isolés et mieux protégés contre les rigueurs du climat. Mais la principale raison de l'adoption rapide de cette coutume était d'ordre esthétique, le bardage peint convenant mieux que les murs en rondins nus et permettaient l'introduction d'ornements empruntés à l'architecture classique.

## Époque contemporaine: duXIXesiècleà aujourd'hui

### Architecture néoclassique

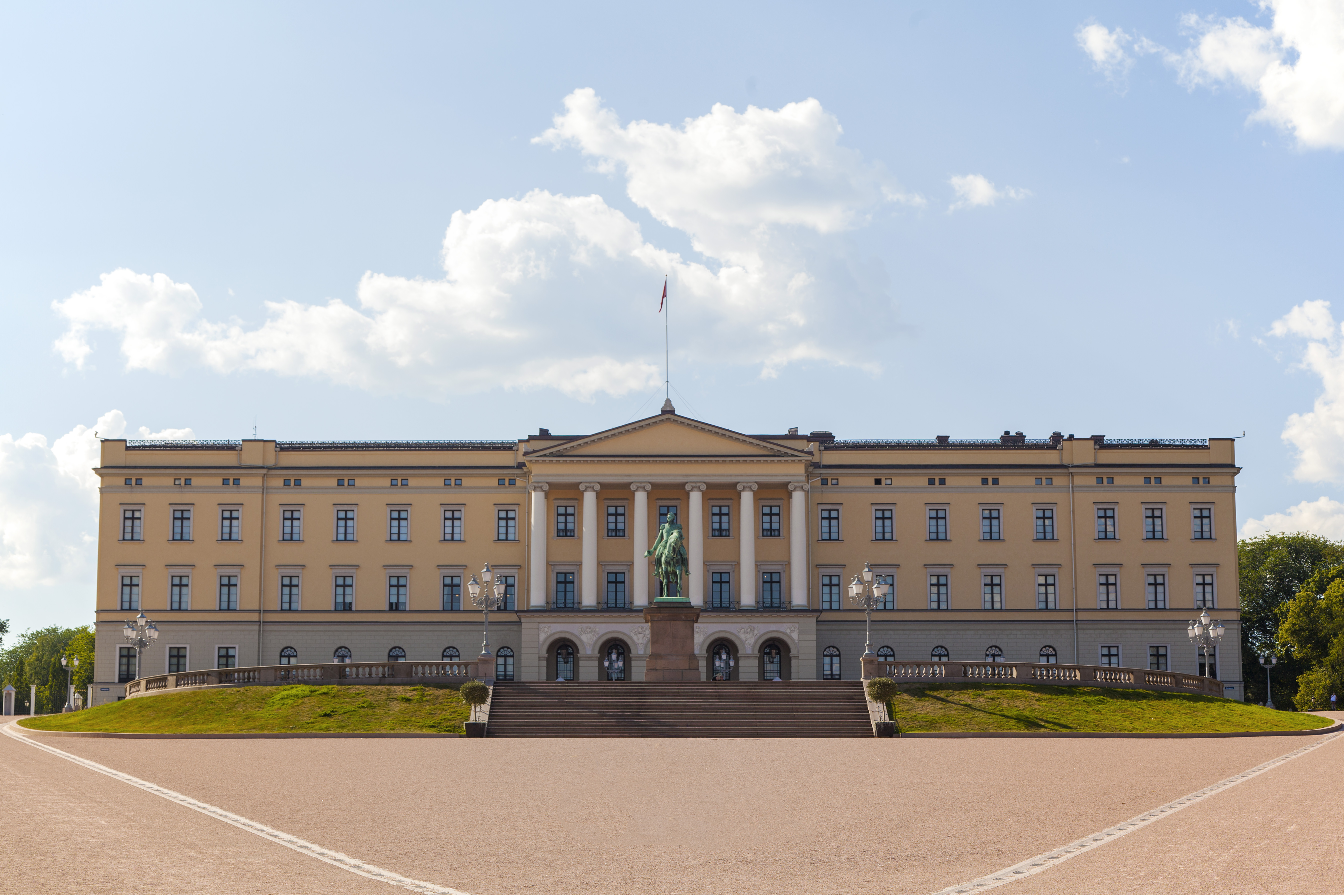
Le palais royal d'Oslo, construit en 1823 par Hans Linstow.

L'architecture néo-classique ne se développe réellement en Norvège qu'après le rattachement du pays à la Suède en 1814, qui lui garantit bien plus d'autonomie. Ainsi, c'est dans ce style que Karl Johan, roi de Norvège et de Suède, fit édifier son palais royal à Oslo, achevé en 1823 sur les plans de l'architecte danois Hans Linstow. Ce palais constitue un ensemble architectural composé d'un bâtiment central flanqué de deux ailes latérales sur un plan en U. Les plans originaux de Linstow étaient bien plus audacieux, mais ils ne correspondaient pas à la l'échelle de la Norvège, pays alors peu développé. Le rez-de-chaussée du corps central est percé d'arcades en plein cintre, tandis que les étages supérieurs sont masqués par un imposant portique (aux colonnes d'ordre ionique colossal) surmonté d'un fronton majestueux. Linstow s'inspirera de dessins de Schinkel pour réaliser le décor intérieur, d'inspiration pompéienne. Le château s'intègre dans un ensemble urbain plus vaste, conçu par le même architecte, qui perça un vaste boulevard menant à la cathédrale, tandis que le château est mis en valeur par une grande place, distribuant plusieurs voies dont le boulevard principal.

### Architecture historiciste

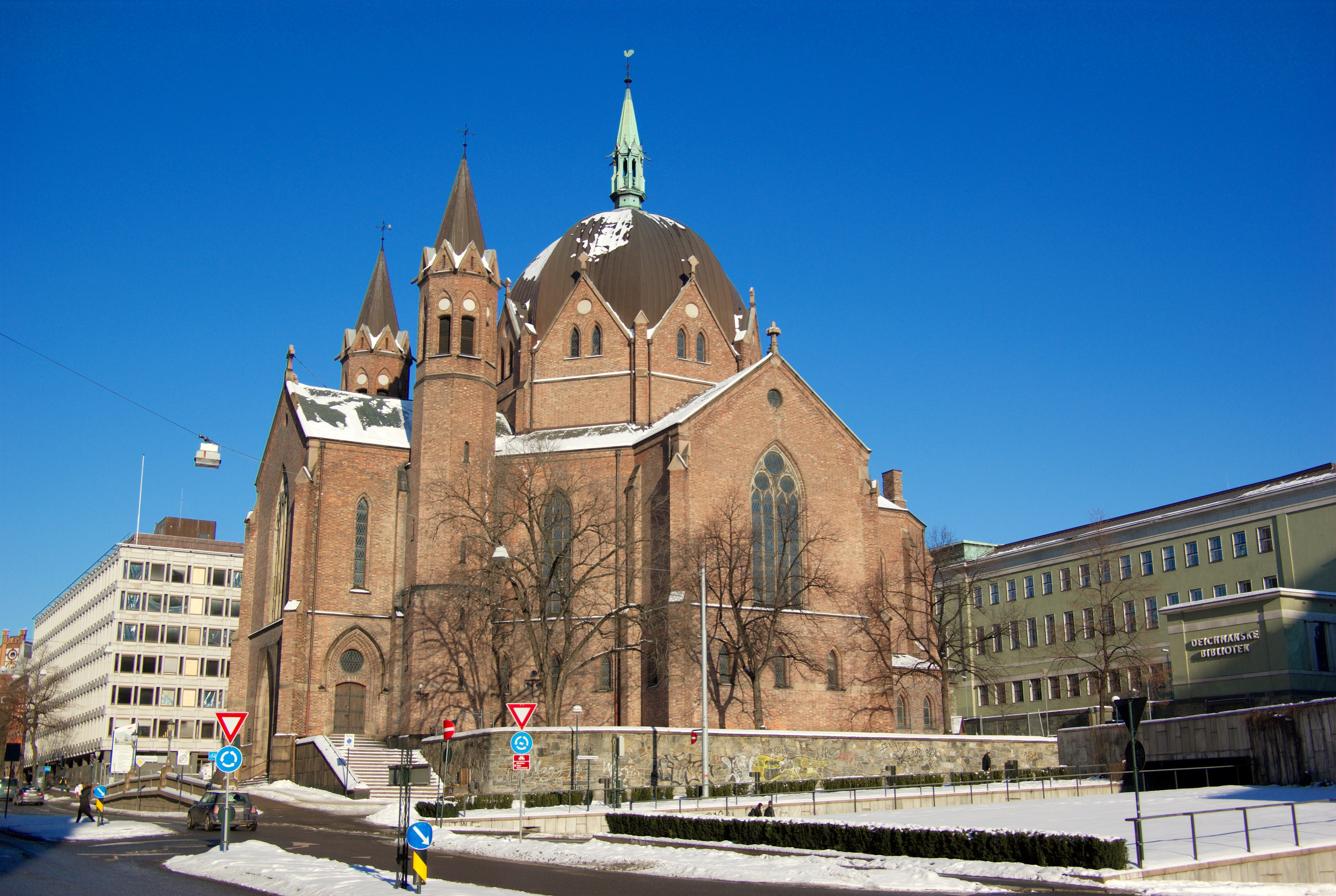
L'église de la Sainte-Trinité d'Oslo, construite en 1858;

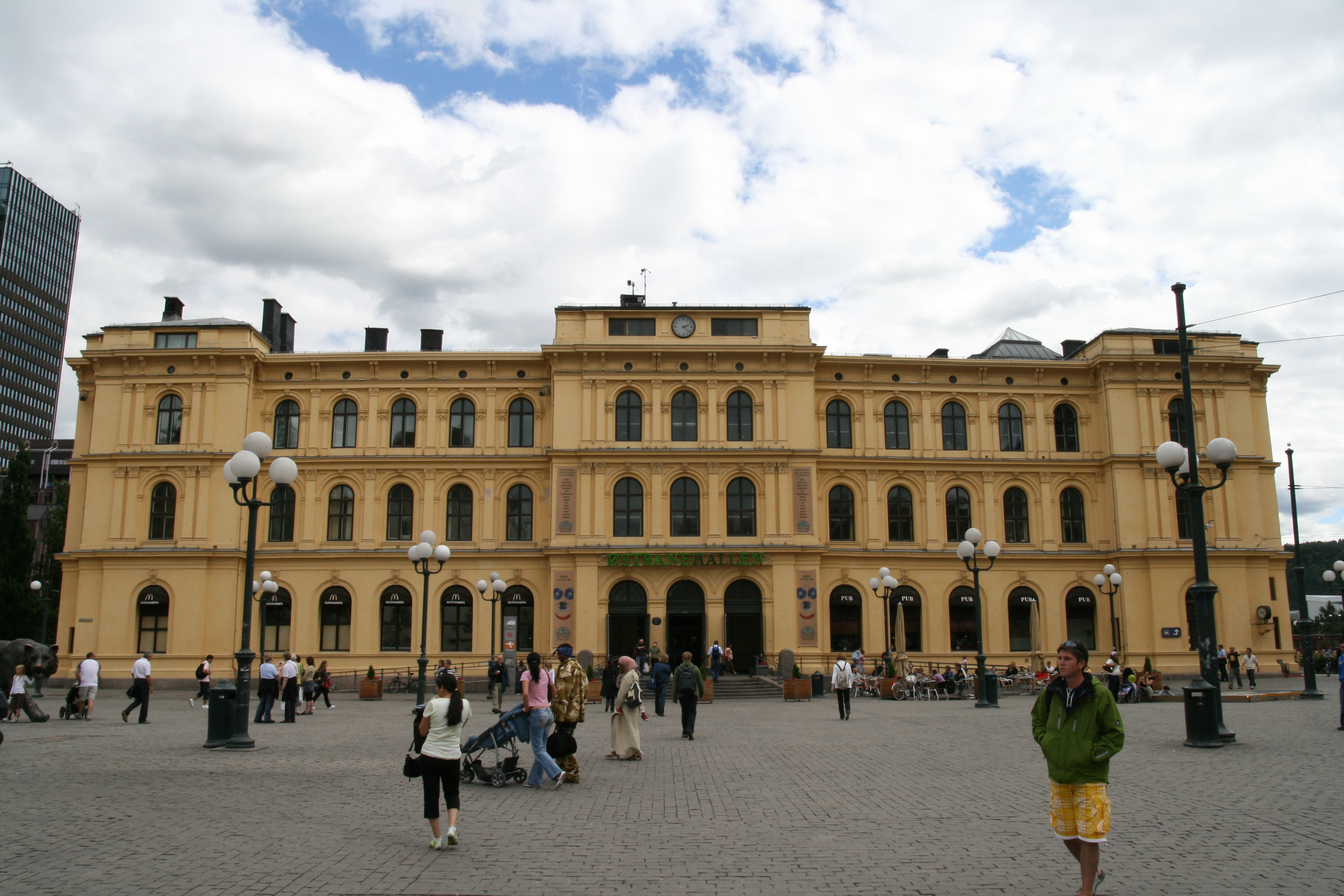
La Gare de l'Est à Oslo, construite en 1854 et agrandie en 1882.

#### Néogothique et néorenaissance
L'introduction du romantisme en Norvège à partir des années 1840 eut pour effet l'apparition et le développement d'une architecture considérée comme nationale, bien que sous influence allemande. En effet, à l'instar des édifices construits dans les contrées germaniques, ceux de Norvège emploient volontiers la brique rouge dont la fabrication tend alors à s'industrialiser. Le style néogothique s'impose peu à peu, suivant toujours l'exemple allemand, à l'instar de la Suède à laquelle la Norvège était alors réunie. Le style néo-roman et néogothique étaient alors considérés comme parfaitement adaptés à l'architecture officielle, religieuse et industrielle. Linstow a été le premier architecte norvégien à s'inspirer de l'architecture médiévale dans sa proposition de 1837 d'une place bordée d'un édifice public, au milieu de laquelle une avenue entre le centre de Christiania et le nouveau Palais Royal devait être percée. Du côté nord, les bâtiments prévus pour l'Université devaient être « composés dans un style médiéval ou florentin », avec des briques apparentes. Son collègue, pourtant de tendance néoclassique, Grosch fut le premier à se convertir à l'historicisme et à réaliser un certain nombre de bâtiments en briques rouges, après une visite à Berlin en 1838, où il rencontra le célèbre architecte Karl Friedrich Schinkel. La première grande œuvre historiciste de Grosch fut un programme comprenant des bazars néo-romans ainsi qu'une caserne de pompiers située à proximité de la cathédrale d'Oslo, cette dernière fut commencée en 1840 et agrandie plusieurs fois jusqu'en 1859. D'autres architectes suivirent, notamment Heinrich Ernst Schirmer avec le pénitencier Botsfengselet (1844 –1851), l'hôpital Gaustad (1844–1855) et la gare (1854), pour laquelle il fut assisté de l'architecte Hanno. Toujours à Oslo, l'architecte allemand Alexis de Chateauneuf (1799-1853) conçut Trefoldighetskirken, la première église néo-gothique néogothique, achevée par von Hanno en 1858.

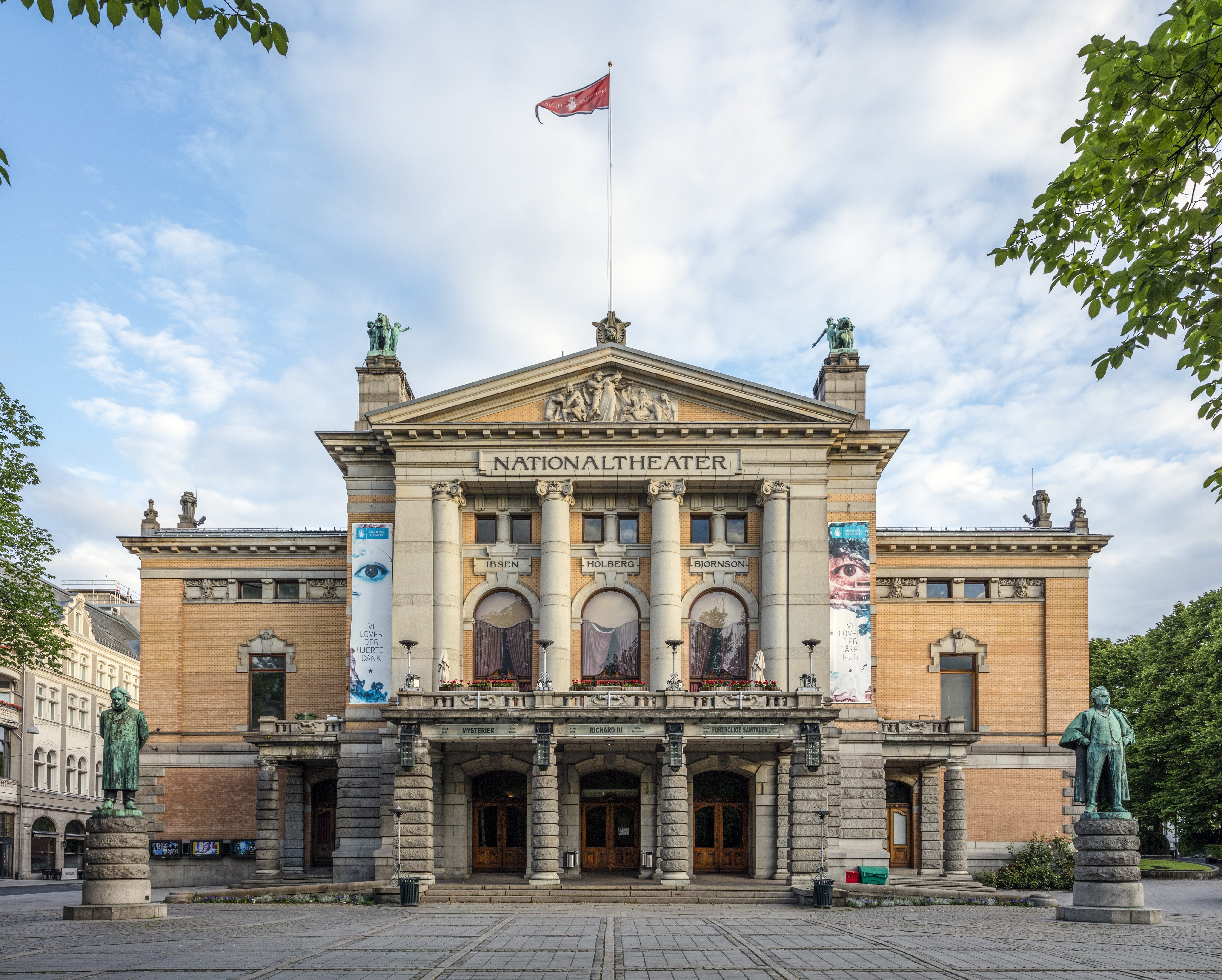
Le Nationaltheatret d'Oslo, construit en 1899.

La plupart des immeubles d'habitation et des maisons de ville étaient cependant toujours construits dans la tradition classique, en bois ou bien en briques plâtrées. Le répertoire des styles historiques en architecture domestique a été élargi à Homansbyen, le premier lotissement de maisons individuelles d'Oslo, planifié par Georg Andreas Bull. Ce dernier conçut la plupart des premières villas construites de 1858 à 1862 dans une grande variété de styles, allant du néo-médiéval au classicisme et à l'exotisme.

#### Style chalet et drakstil

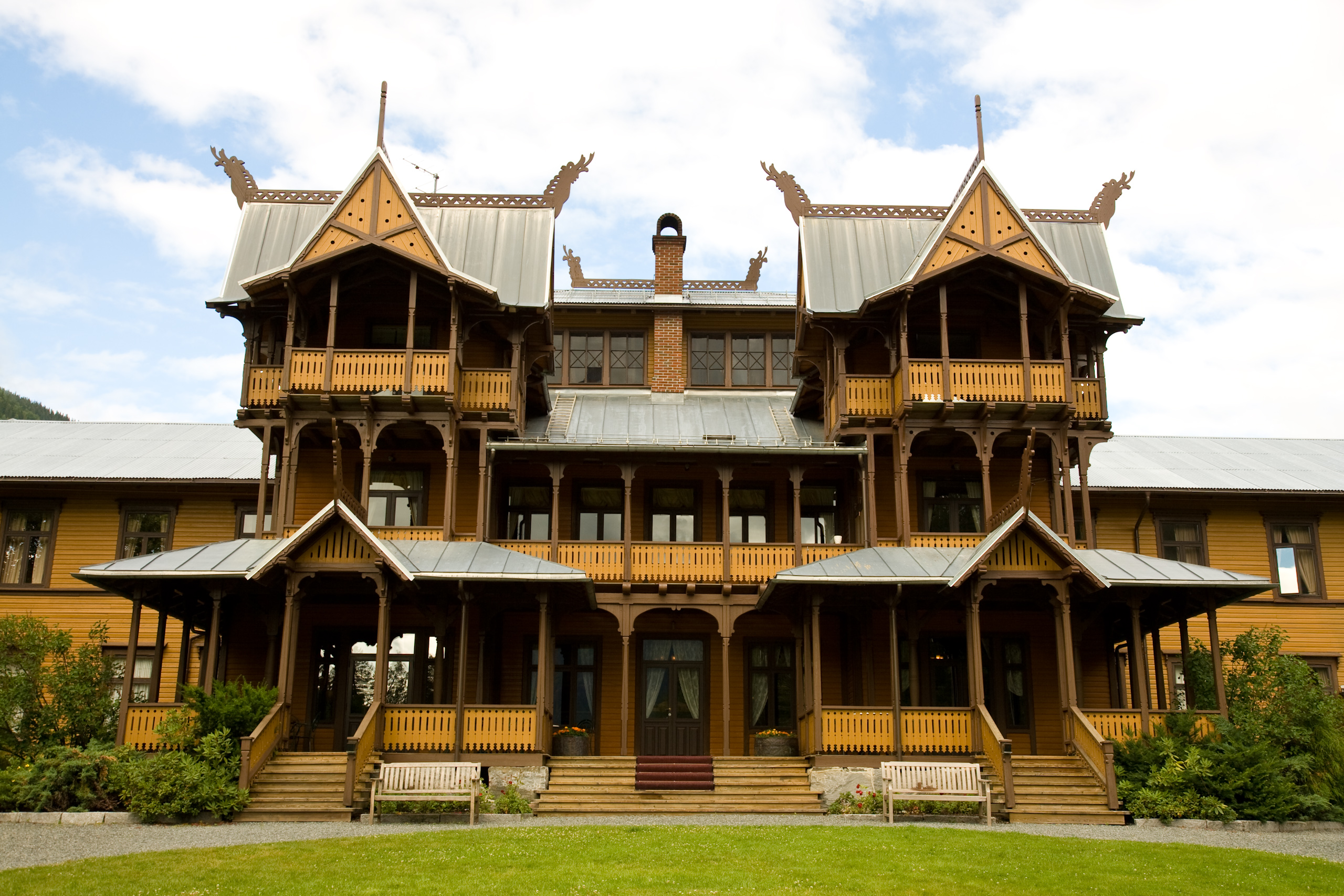
Hôtel Dalen (en), à Dalen, commune de Tokke, dans le Telemark (Norvège), de styles chalet et drakstil.

À partir du milieu du XIXe siècle, les architectes ont commencé à concevoir des bâtiments en bois dans un nouveau style, le style dit chalet suisse. Ce style est originaire d'Allemagne, où la culture populaire suisse était admirée par les romantiques. Des éléments tels que les toits en saillie, les vérandas et l'accent mis sur les pignons proviennent de l'architecture vernaculaire alpine. Un certain nombre de bâtiments résidentiels, institutionnels et commerciaux ont été construits dans ce style, caractérisé par une plus grande abondance décorative. De nombreuses gares et églises, conçues par des architectes de formation dans ce style chalet suisse, ont été réalisées en campagne et ont contribué à populariser ce style et à le maintenir vivant dans la tradition vernaculaire bien après qu'il soit passé de mode chez les architectes.
Le style chalet suisse a évolué vers une variante scandinave, connue en Norvège sous le nom de drakstil, qui combinait des motifs de l'art viking et médiéval avec des éléments vernaculaires d'un passé plus récent. L'architecte Holm Hansen était considéré comme le plus grand représentant de ce style. Munthe s'est également distingué dans le maniement de ce style, il a ainsi conçu un certain nombre de stations touristiques, de pavillons d'exposition et d'églises dans les années 1880 et 1890. Ceux-ci ont attiré l'attention de l'empereur allemand Guillaume II , qui visitait la Norvège chaque année. Ce dernier a alors chargé Munthe de concevoir sa Matrosenstation près de Potsdam ainsi qu'une loge de chasse avec une église en bois debout à Rominten en Prusse-Orientale. Ces derniers bâtiments ont été détruits pendant la Seconde Guerre mondiale.
Les architectes ont abandonné les styles suisse et drakstil peu après 1900, mais des éléments du "style suisse" ont survécu dans les édifices d'architecture vernaculaire pendant quelques décennies.

### Architecture Art Nouveau

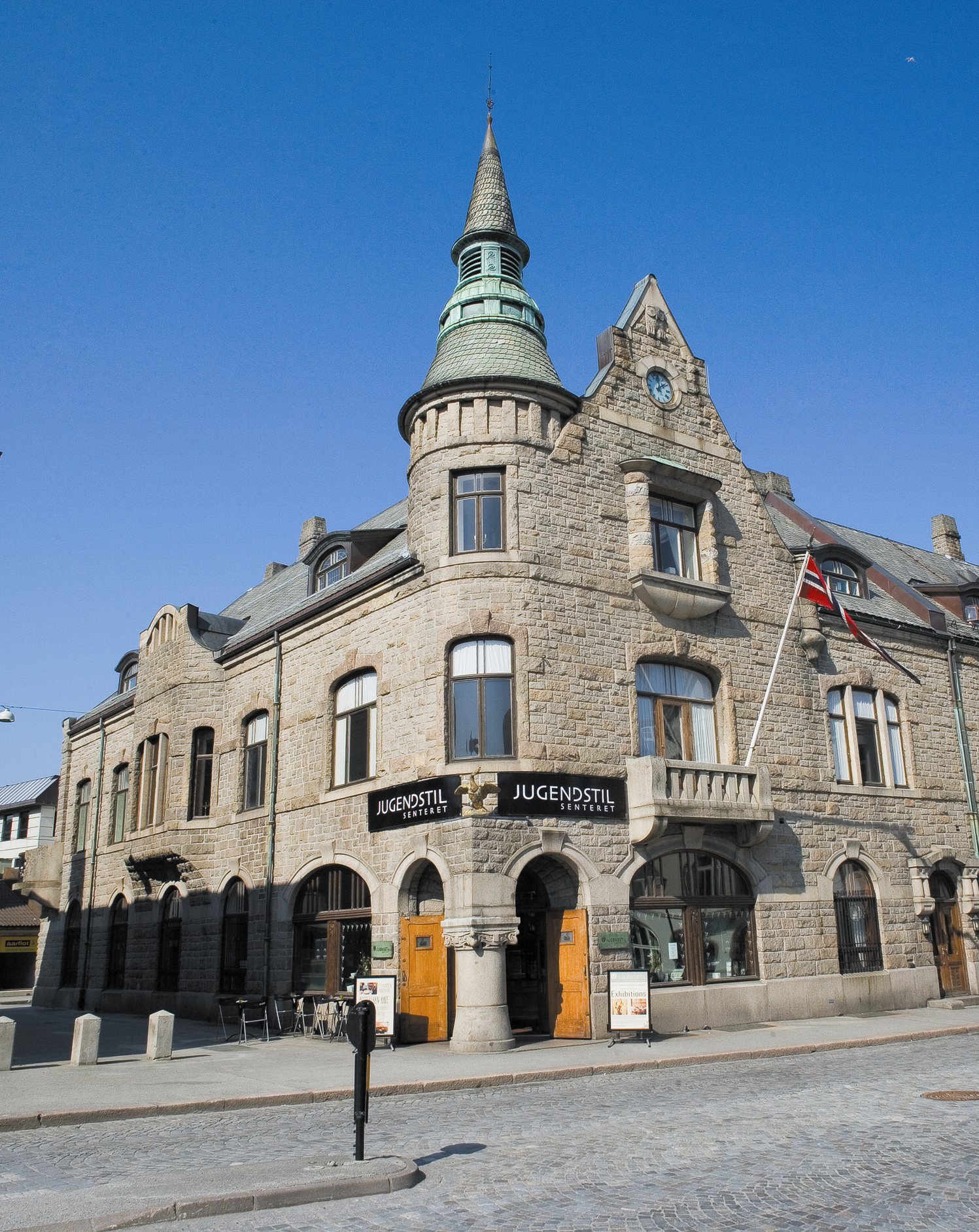
Le Centre Jugendstil à Ålesund.

Le Jugendstil, une variante de l'Art nouveau née en Allemagne, eut une certaine influence sur l'architecture norvégienne au tournant du XXe siècle. Ainsi, la ville d'Ålesund, après avoir été détruite dans un incendie en 1904, a été reconstruite presque entièrement dans ce style. Trondheim compte également de nombreux édifices Art nouveau. Dans la capitale Oslo, peu de bâtiments Art nouveau ont été érigés, en raison d'une crise économique locale et d'un secteur du bâtiment stagnant au cours de la première décennie du siècle. Cependant, certains édifices publics ont été réalisés sous l'influence du Jugendstil, à l'instar du Musée national et du palais gouvernemental. À Bergen, le théâtre municipal Den Nationale Scene en est un exemple monumental.

### Déclin de l'architecture vernaculaire

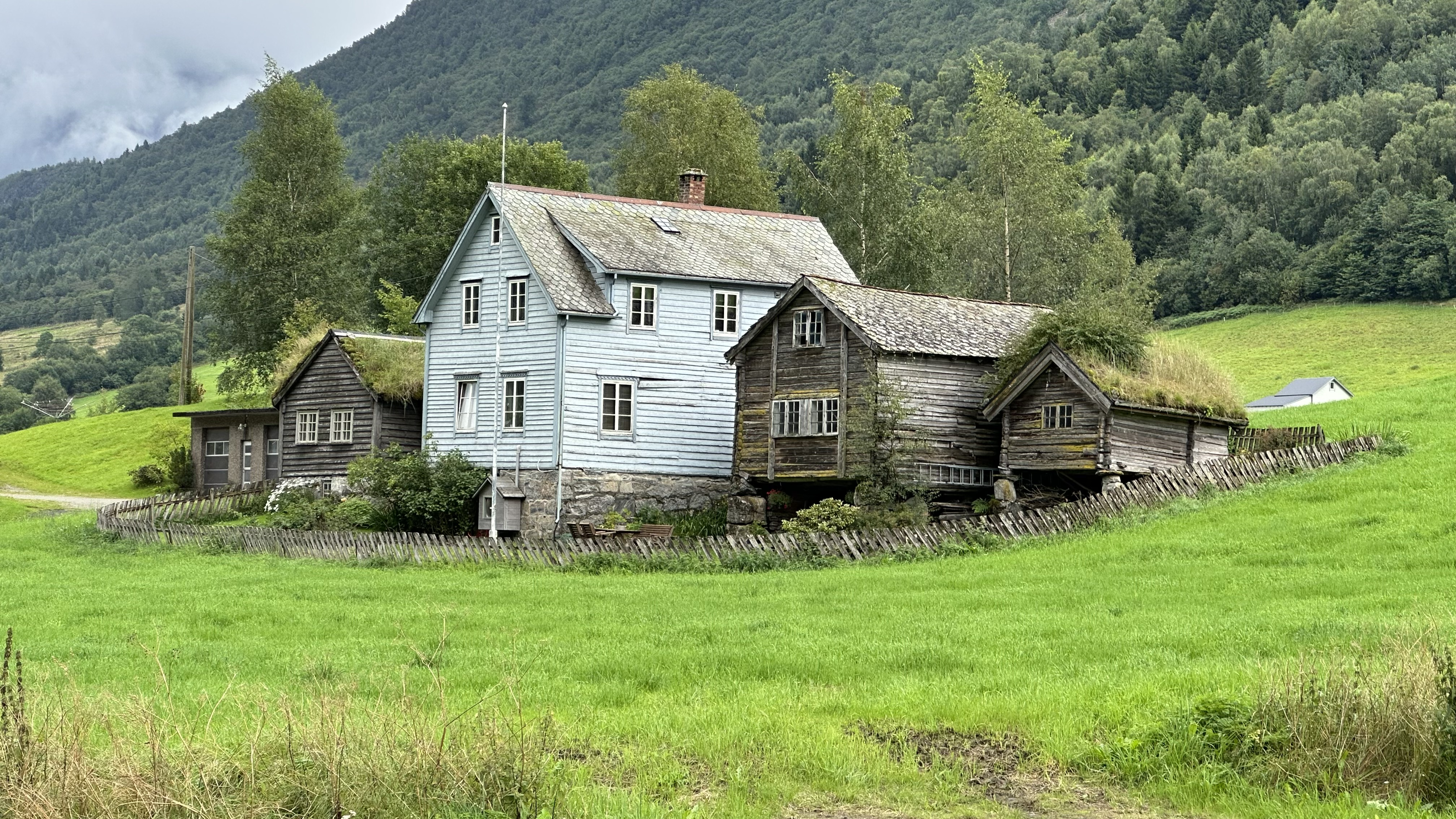
Maisons traditionnelles à Olden.

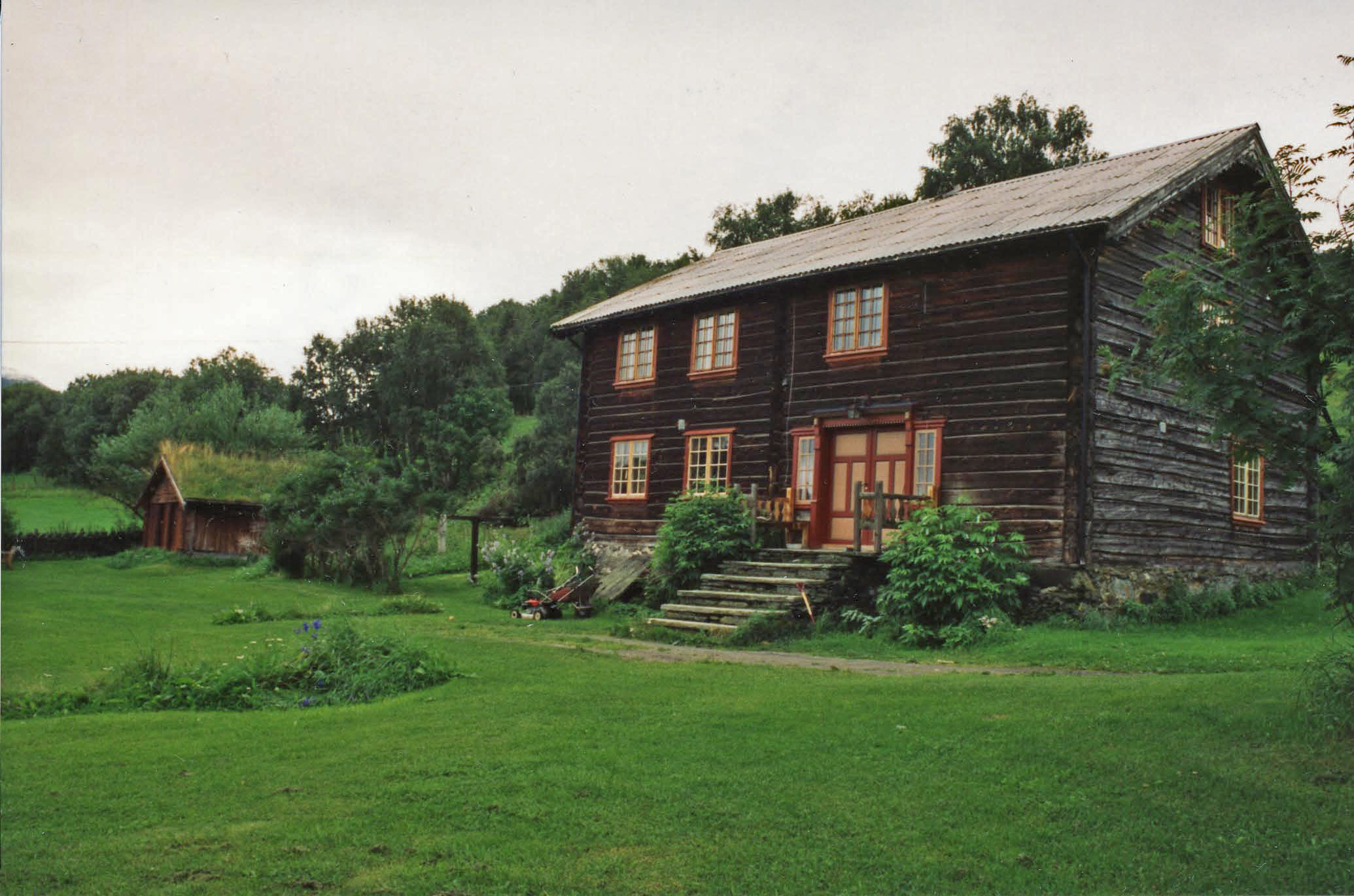
Trønderlåne, exemple d'architecture vernaculaire typique du Trøndelag.

Jusqu'au XXe siècle, la plupart des Norvégiens vivaient et travaillaient dans des bâtiments conçus et réalisés selon les traditions constructives vernaculaires, que l'on appelle en norvégien byggeskikk. Ces pratiques présentaient bien sûr des variations entre les régions et les conditions climatiques et évoluaient avec le temps, mais reposaient en grande partie sur l'emploi quasi exclusif du bois allié à d'autres ressources disponibles localement.
Depuis le Moyen Âge, la plupart des habitations consistaient en des maisons en rondins aux angles crantés, soigneusement conçues pour assurer une protection contre les éléments. Les feux à foyer ouvert placés au centre de l'habitation, comprenant des évents de fumée dans les toits ont cédé la place aux poêles et cheminées en pierre au début des temps modernes. Les bâtiments spécialisés sont devenus monnaie courante, organisés autour de cours de ferme ou gårdstun. L'emploi d'un revêtement en bardage de bois sur les façades extérieures a considérablement amélioré les normes de logement et a permis la construction de maisons plus grandes.
Les pratiques constructives le long de la côte comprenaient également l'adjonction à l'habitation d'hangars à bateaux, de chalets de pêche ou encore de jetées. Une ferme typique de taille moyenne dans l'intérieur de la Norvège comprendrait une maison d'habitation (våningshus), une grange à foin (låve), une grange à bétail (fjøs), un ou plusieurs hangars de stockage de nourriture (stabbur), une étable et parfois des cabanes distinctes pour les volailles, ou les porcs par exemple. Les maisons qui disposaient de sources de chaleur indépendantes, comme des lavoirs (eldhus) ou des forges étaient généralement mises à l'écart des autres habitations pour prévenir les incendies. Les dépendances consistaient généralement en de petites structures séparées. Si la ferme abritait des artisans, des constructions distinctes étaient édifiées pour chaque fonction, qu'il s'agisse de menuiserie, de la fabrication de roues ou encore de cordonnerie, entre autres.

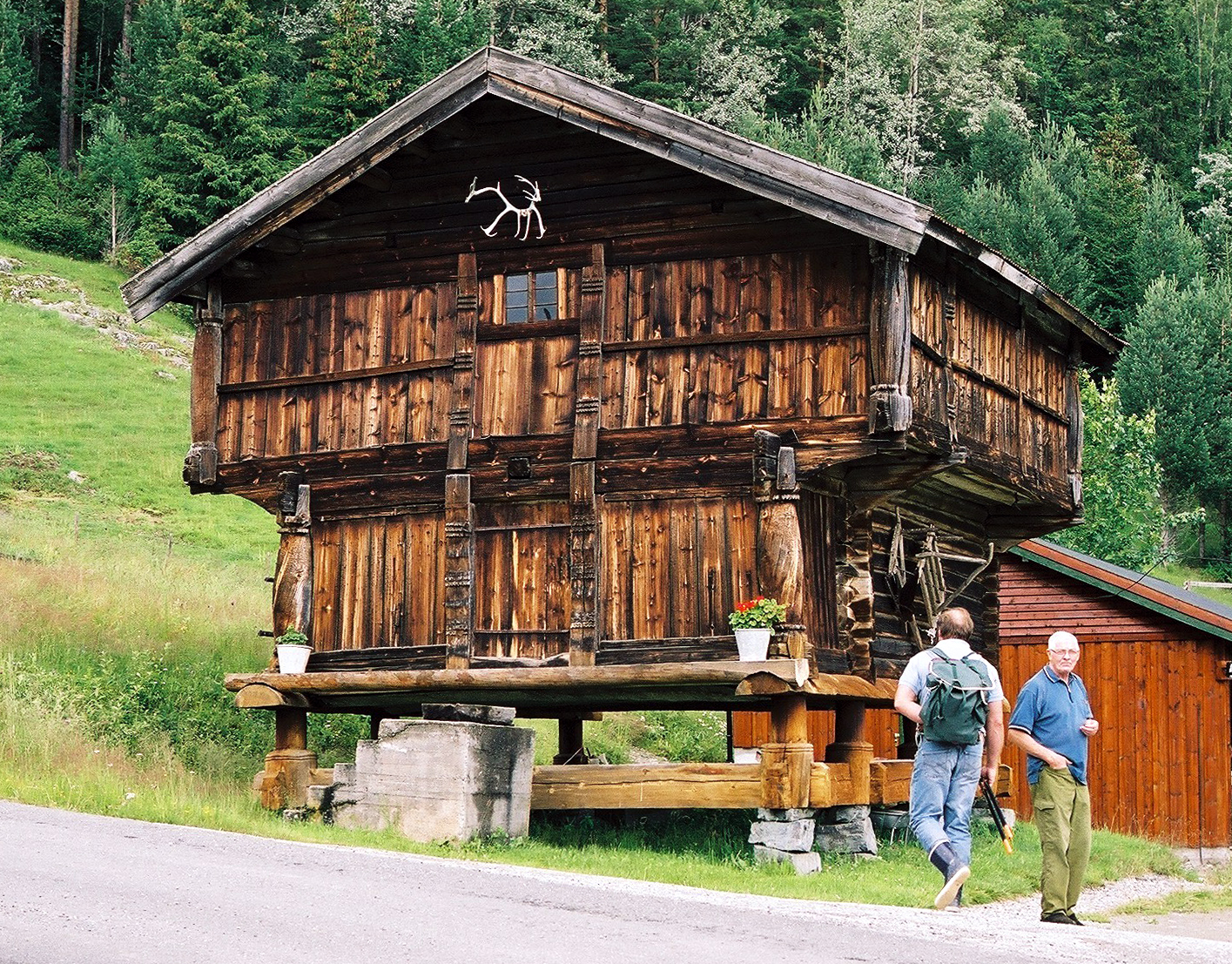
Stabbur à Nore, Buskerud.

Selon la taille et l'aisance financière de la ferme, peuvent également s'ajouter une salle des fêtes (oppstue), une maison pour les fermiers à la retraite (føderådstue), un dortoir pour les ouvriers agricoles (drengstue), une remise à calèches (vognskjul) et même une distillerie (brenneskur). Les fermes plus modestes peuvent combiner les granges et les maisons d'habitation, disposer de zones de stockage plus simples et utiliser les installations d'autres fermes pour des activités pour lesquelles elles n'ont pas les moyens de construire une bâtisse spécifique.
Les traditions constructives variaient selon la région et le type de structure. Les entrepôts de nourriture (stabbur) étaient généralement construits sur pilotis de manière à protéger les vivres des souris et des rats, mais pas des chats. Le revêtement extérieur variait selon les régions, tenant compte des conditions climatiques locales. Les toits étaient souvent recouverts d'écorce de bouleau et de gazon (à la manière des torfbaer aux toits végétalisés).
De nombreuses fermes norvégiennes entretenaient également des fermes de montagne (seter / støl), où les vaches, les chèvres et les moutons sortaient au pâturage pendant les mois d'été. Ceux-ci comprennent généralement une petite maison d'habitation et une laiterie pour la fabrication et le stockage du fromage ou de la crème.
Les fermes norvégiennes contemporaines conservent souvent de nombreuses traditions constructives vernaculaires, mais n'ont plus besoin de construire autant d'édifices différents. Toutefois, certaines traditions se perpétuent dans des chalets de vacances construits plus récemment dans les montagnes et le long de la côte.